# Neosho (Wisconsin)
Neosho es una villa ubicada en el condado de Dodge en el estado estadounidense de Wisconsin. En el Censo de 2010 tenía una población de 574 habitantes y una densidad poblacional de 398,6 personas por km².

## Geografía
Neosho se encuentra ubicada en las coordenadas 43°18′26″N 88°31′16″O / 43.30722, -88.52111. Según la Oficina del Censo de los Estados Unidos, Neosho tiene una superficie total de 1,44 km², de la cual 1,35 km² corresponden a tierra firme y (6,12%) 0,09 km² es agua.

## Demografía
Según el censo de 2010, había 574 personas residiendo en Neosho. La densidad de población era de 398,6 hab./km². De los 574 habitantes, Neosho estaba compuesto por el 97,21% blancos, el 0,52% eran afroamericanos, el 0,7% eran amerindios, el 0,17% eran asiáticos, el 0% eran isleños del Pacífico, el 0% eran de otras razas y el 1,39% pertenecían a dos o más razas. Del total de la población el 0,7% eran hispanos o latinos de cualquier raza.